# Pseudopanurgus texanus
Pseudopanurgus texanus är en biart som beskrevs av Timberlake 1973. Pseudopanurgus texanus ingår i släktet Pseudopanurgus och familjen grävbin. Inga underarter finns listade i Catalogue of Life.